# John Beradino
John Beradino (* 1. Mai 1917 in Los Angeles, Kalifornien als Giovanni Berardino; † 19. Mai 1996 in Beverly Hills, Kalifornien) war ein amerikanischer Schauspieler.

## Karriere
Seine Karriere begann er bereits als Kinderschauspieler in den Hal-Roach-Filmen. 
Nachdem er die Universität in Kalifornien besucht hatte, war er von 1939 bis 1953 ein Baseball-Spieler. Er spielte für die St. Louis Browns, Cleveland Indians und Pittsburgh Pirates. In dieser Zeit leistete er von 1942 bis 1945 seinen Militärdienst im Zweiten Weltkrieg ab. Nach einer Beinverletzung zog er sich 1953 vom Sport zurück und konzentrierte sich stattdessen auf die Schauspielerei.
1963 stieg er in der Soap General Hospital ein und spielte die Rolle des Dr. Steve Hardy bis zu seinem Tod 1996. Für seine Rolle wurde er dreimal für einen Emmy nominiert.
John Beradino war dreimal verheiratet. Zuletzt von 1971 bis zu seinem Tod an Bauchspeicheldrüsenkrebs mit Marjorie Binder. Er ist Vater von vier Kindern.
Er hat einen Stern auf dem Hollywood Walk of Fame.

## Filmografie (Auswahl)
- 1949: The Kid from Cleveland
- 1953: Der neue Sheriff (Powder River)
- 1954: Der Attentäter (Suddenly)
- 1954: Der Würger von Coney Island (Gorilla at large)
- 1954: Formicula
- 1954: Freibrief für Mord (Shield for murder)
- 1954: Unter zwei Flaggen (The Raid)
- 1955: Eisenbahndetektiv Matt Clark (Stories of the Century) (Fernsehserie)
- 1955: Marty
- 1955: Starfighter Tiger
- 1956: Blutige Hände (The Killer is loose)
- 1956: Der Siebente ist dran (Seven Men from now)
- 1956: The Lone Ranger (Fernsehserie)
- 1956: Verdammte hinter Gittern (Behind The High Wall)
- 1957: Richard Diamond, Privatdetektiv (Richard Diamond, Private Detective)
- 1958: Abenteuer im wilden Westen (Zane Grey Theater)
- 1958: Abenteuer unter Wasser (Sea Hunt)
- 1958: Der Tod reitet mit (Wild Heritage)
- 1958: Die Nackten und die Toten (The Naked and the Dead)
- 1959: 77 Sunset Strip (Fernsehserie)
- 1959: Der Texaner (The Texan) (Fernsehserie)
- 1959: Der unsichtbare Dritte (North by Northwest)
- 1959–1960: Die Unbestechlichen (The Untouchables) (Fernsehserie, 3 Folgen)
- 1960: Checkmate
- 1960: Maverick (Fernsehserie, 1 Folge)
- 1960: New Orleans, Bourbon Street (Fernsehserie)
- 1960: Sieben Diebe (Seven Thieves)
- 1961: Bronco (Fernsehserie)
- 1961: Ein Fall für Michael Shayne (Michael Shayne) (Fernsehserie)
- 1961: Gangsterschlacht (The Crimebusters)
- 1961: Schauplatz Los Angeles (The New Breed) (Fernsehserie)
- 1963–1996: General Hospital (Fernsehserie)
- 1968: Batman (Fernsehserie)
- 1972: Die Stunde des Wolfes (Moon of the Wolf)
- 1981: Love Boat (Fernsehserie)
- 1982: Küss mich, Doc (Young Doctors in Love)
- 1992: Der Prinz von Bel Air (The Fresh Prince of Bel-Air) (Fernsehserie)